# Chicora
 (avril 2025).
Motif : Cet article peut contenir un Travail inédit
- Archive Wikiwix
- Bing
- Cairn
- DuckDuckGo
- E. Universalis
- Gallica
- Google
- G. Books
- G. News
- G. Scholar
- Persée
- Qwant
- (zh) Baidu
- (ru) Yandex
- (wd) trouver des œuvres sur Wikidata

| 1. | Préciser le motif de la pose du bandeau. | Précisez le motif de la pose du bandeau en utilisant la syntaxe suivante : {{admissibilité à vérifier\|date=avril 2025\|motif=remplacez ce texte par le motif}}              |
| 2. | Informer les utilisateurs concernés.     | Pensez à avertir le créateur de l'article, par exemple, en insérant le code ci-dessous sur sa page de discussion : {{subst:avertissement admissibilité à vérifier\|Chicora}} |

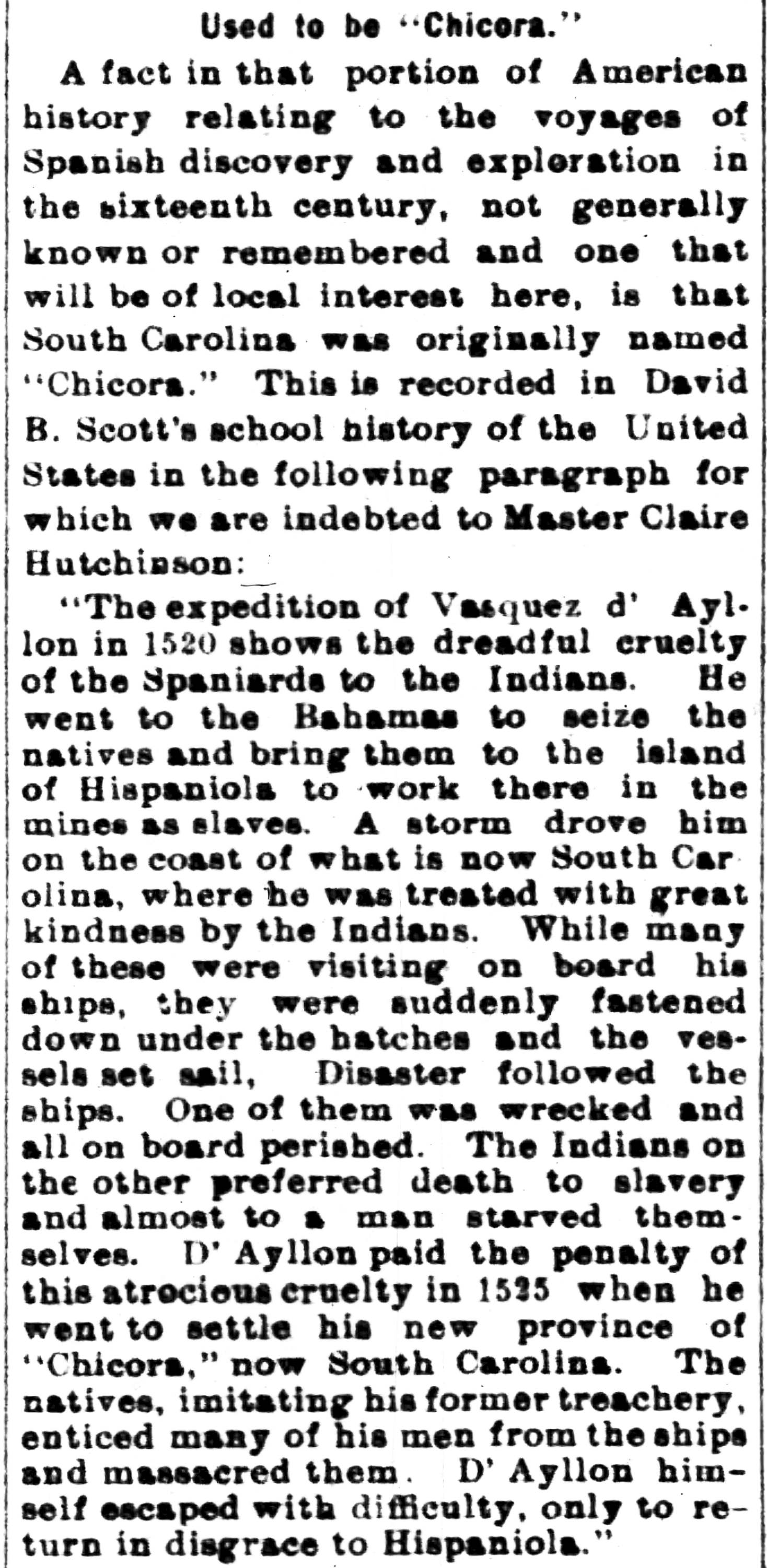
Titre d'article dans The News-Palladium (1895) décrivant « Chicora » comme le nom original de la Caroline du Sud.

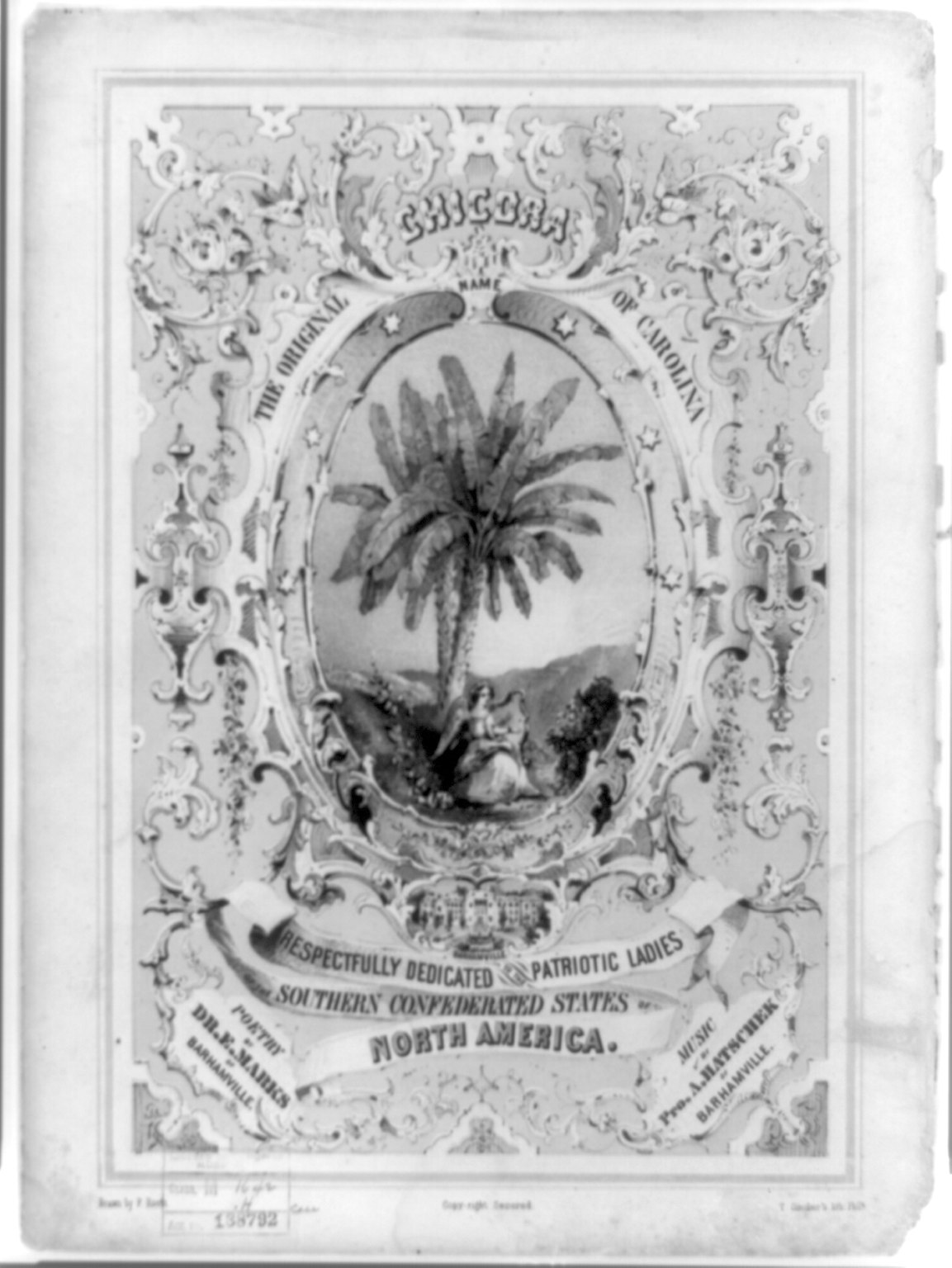
"Chicora the original name of Carolina", une chanson de 1861 de E. Marks et A. Hatschek.

Chicora était un royaume ou une tribu amérindienne légendaire recherchée au 16e siècle par divers explorateurs européens dans l'actuelle Caroline du Sud. La légende est née après que des marchands d'esclaves espagnols ont capturé un Indien qu'ils appelaient Francisco de Chicora en 1521 ; par la suite, ils ont commencé à considérer le pays natal de Francisco comme une terre de richesses abondantes et de ressources naturelles. La « Légende de Chicora » a influencé les Espagnols et les Français dans leurs tentatives de colonisation de l'Amérique du Nord au cours des 60 années suivantes.